# 甲斐登生
甲斐 登生（かい とうい、2000年12月8日 - ）は、ジャパンラグビーリーグワンクボタスピアーズ船橋・東京ベイに所属するラグビー選手。

## プロフィール
- ポジションはプロップ(PR)。
- 身長 184 cm、体重 115 kg

## 来歴
2019年、石見智翠館高校卒業後、近畿大学に入る。なお石見智翠館高校時代、高校日本代表に選ばれたことがある。
2023年1月、アーリーエントリーでクボタスピアーズ船橋・東京ベイに加入。同年3月、近畿大学卒業。